# ダイナコムウェア
ダイナコムウェア（繁体字中国語: 威鋒數位、英語: DynaComware）は、コンピュータ用のフォント・ソフトウェアを開発・販売している台湾の企業。日本法人はダイナコムウェア株式会社。「DynaFont（ダイナフォント、華康字型）」の商標でフォント製品を中心に、開発・販売している。旧社名はダイナラブ（華康科技、DynaLab）。

## 概要
DynaFontは、ダイナフォント年間ライセンス「DynaSmart」シリーズおよびDynaFont パッケージ製品が『BCN AWARD 2015「フォントソフト部門」』で15年連続となる最優秀賞を受賞するなど、グラフィックデザイナーや印刷会社、出版社を中心としたDTP業界から、広告、TVなどのテロップをはじめとする映像メディア、ウェブサイト、携帯電話機やスマートフォン、タブレット、パソコンなどのデジタルコンテンツ、コンシューマーゲーム、PCゲーム、パチンコといったアミューズメント機器といったパーソナルユースからビジネス・プロユースまで幅広く使用されているフォントシリーズとなる。
ダイナコムウェアのリリースするフォント製品に含まれる大半の書体は、台湾人デザイナーが制作してきたが、近年では日本人書体デザイナーが仮名のデザインを担当している。
なお新宋体、痩金体、魏碑体、隷書体、麗雅宋の仮名のデザインは、ヒラギノを手掛けた字游工房が担当した。
近年では多言語展開にも特に力を入れており、同社のフラッグシップフォントでもある「金剛黒体」は2022年11月の段階で、日本語書体は12ウエイト、4種類のコンデンス書体、バリアブルフォントに対応しているほか、多言語シリーズとして、中国語（繁体字）、中国語（簡体字）、ラテン語、韓国語、ヒンディー語、アラビア語、ミャンマー語、ヘブライ語、ベトナム語、タイ語、ベンガル語、ゾンカ語など19種類の言語で展開している。

## アワード受賞書体
・「古籍書体」は2014年度「グッドデザイン賞」を受賞している。
・「甲金文体」は2018年度「グッドデザイン賞」および「2019年度IFデザイン賞」を受賞している。
・「金剛黒体」は「2018年度GOLDEN PIN DESIGN AWARD（金點設計獎）」でベスト・オブ・ゴールデン・ピン、「2020年度グッドデザイン賞」、Kデザイン賞でGrand Prize（大賞）、「IAUD国際デザイン賞2019」で「コミュニケーション部門銅賞」、「グッドデザイン賞」を受賞している。

## 沿革
- 1987年 - DynaLab Inc.設立
- 1993年05月 - 日本法人としてダイナラブ・ジャパン株式会社を設立
- 1997年12月 - ダイナラブ・ジャパン株式会社、出力・印刷部門を新設のアジアサーブテクノロジージャパン株式会社に移設
- 2000年02月 - アジアサーブテクノロジージャパン株式会社、ダイナネットジャパン株式会社へ社名変更
- 2001年
  - 05月 - ダイナコムウェア株式会社を設立
  - 07月 - ダイナラブ・ジャパン株式会社およびダイナネットジャパン株式会社のフォント事業・E-Document事業をダイナコムウェア株式会社に譲渡、事業開始
  - 10月 - ダイナラブ、ダイナコムウェアへ社名変更
- 2002年09月 - 外字作成管理システム「外字サーバEV」リリース
- 2013年11月 - 「DynaFont 中国語88書体 TrueType Hybrid」発売
- 2014年
  - 2月 - 「DynaFont TypeMuseum 5718 TrueType Win/Mac」「DynaFont TypeMuseum 3728 TrueType Win/Mac」発売
  - 3月 - 「DynaFont 古籍五書体 TrueType Hybrid」発売
  - 6月 - 「DynaFont まんが8書体 TrueType Hybrid」「DynaFont 人名記号外字2 TrueType for Windows」発売
  - 8月 - 「DynaFont Gaiji Builder2 TrueType for Windows」発売
- 2010年05月 - ダイナフォント年間ライセンスシステム「DynaSmart」・「DynaSmartPlus」リリース
- 2015年11月 - ダイナフォント年間ライセンスシステム「DynaSmart V」・「DynaSmart V NOW!」・「DynaSmart V 更新パック」・「DynaSmart 学生版」発売
- 2016年03月 - Webフォントクラウドサービス「DynaFont Online」リリース
- 2017年02月 - 「DynaSmart V ゲーム拡張オプション」発売
- 2018年10月 - 「DynaFont 人名記号外字3 TrueType for Windows」発売
- 2019年04月 - TrueTypeフォントに特化したダイナフォント年間ライセンスシステム「DynaSmart T」発売

## 代表的なDynaFont／ダイナフォント
- 平成ゴシック体
- 平成明朝体
- 平成丸ゴシック体
- 華康ゴシック体
- 華康明朝体
- 娥眉明朝体
- UDゴシック体
- UD丸ゴシック体
- 華康楷書体
- 隷書体
- 唐風隷書体
- 楷書体
- 太楷書体
- 行書体
- 教科書体
- 金文体
- 痩金体
- 新宋体
- 新篆体
- 古印体
- 爽流体
- 流隷体
- 龍門石碑体
- 華藝体
- まるもじ体
- 京劇体
- てがき楽
- てがき魔
- 麗雅宋
- 優雅宋
- ロマン輝
- ロマン雪
- 綜藝体
- クラフト墨
- クラフト遊
- 勘亭流
- 相撲体
- 古籍木蘭
- 古籍糸柳
- 古籍真竹
- 古籍銀杏
- 古籍黒檀
- 金剛黒体
- 甲金文体

## 現在販売中のフォントライセンスおよび主なパッケージ製品
- DynaSmart V
- DynaSmart T
- DynaSmart 学生版
- DynaFont 人名記号外字3 TrueType for Windows
- DynaFont Gaiji Builder2 TrueType for Windows